# Districte de Montdidier
El Districte de Montdidier és un dels quatre districtes amb què es divideix el departament francès del Somme, a la regió dels Alts de França. Té 5 cantons i 132 municipis. El cap del districte és la sotsprefectura de Montdidier.

## Cantons
cantó d'Ailly-sur-Noye - cantó de Montdidier - cantó de Moreuil - cantó de Rosières-en-Santerre - cantó de Roye